# パリ条約 (1900年)
パリ条約（パリじょうやく、フランス語: Traité de Paris）は1900年6月27日に締結された、スペインとフランスの間の条約。条約によりリオ・ムニでの両国の植民地の境界が定められた。スペインはウバンギ川から東の30万平方キロメートルの領土を主張したが、条約では2万6千平方キロメートルしか認められなかった。また、スペインがリオ・ムニでの植民地を放棄した場合、フランスの優先権も定められた。